# بيني ديل
بيني ديل (بالإنجليزية: Penny Dale)‏ (1954)؛ رسامة توضيحية، كاتِبة وروائية بريطانية.